# Unione Politica Nazionale (1946)
L'Unione Politica Nazionale (in greco: Εθνική Πολιτική Ένωσις, trasl. Ethniki Politiki Enosis) fu una coalizione di partiti politici greci costituitasi in occasione delle elezioni parlamentari del 1946.
Raggruppava varie formazioni di orientamento liberale e progressista.
La coalizione ottenne 68 seggi:.
- 31 al Partito dei Liberali Venizelisti (Κόμμα Βενιζελικών Φιλελευθέρων, Kómma Venizelikon Fileleuthéron);
- 27 al Partito Socialista Democratico (Δημοκρατικό Σοσιαλιστικό Κόμμα, Dimokratikó Sosialistikó Kómma);
- 9 al Partito di Unità Nazionale (Εθνικόν Ενωτικόν Κόμμα, Ethnikón Enotikón Kómma);
- 1 all'Unione Ellenica Socialista (Σοσιαλιστική Ελληνική Ένωση, Sosialistiki Elliniki Enosi).

## Risultati
| Elezione          | Voti    | %     | Seggi    |
| ----------------- | ------- | ----- | -------- |
| Parlamentari 1946 | 213.721 | 19,28 | 68 / 354 |

| Controllo di autorità | VIAF (EN) 262389583 · LCCN (EN) n88108962 |